# 해동팔도봉화산악지도
해동팔도봉화산악지도(海東八道烽火山岳地圖)는 대한민국 서울특별시 성북구에 있는 조선시대의 지도이다. 2007년 12월 31일 대한민국의 보물 제1533호로 지정되었다.

## 개요
조선후기 전국의 봉수대를 그린 지도이다. 상단에는 붉은색의 전서체로 제목이 쓰여 있고, 각 지역 별로 백·적·황·갈·녹·청색의 동그라미에 지명이 적혀 있다. 전국에 분포되어 있는 봉수대는 산봉우리 위에 촛불처럼 그려져 있는데, 압록강과 두만강의 국경지대 및 경상도 지역에 밀집되어 있다. 지방의 읍치와 도서지역을 비롯하여 산맥과 산봉우리 그리고 하계망이 자세히 그려져서 봉수의 간선로를 일목요연하게 알아 볼 수 있다.
이 지도는 조선시대 봉수로를 보여준다는 역사적 가치 외에도 풍부한 회화성이 돋보인다. 산지 표현은 태세가 있는 회화적 필선을 사용하였으며 청록색 안료를 효과적으로 구사하고 있다. 우리나라 지맥의 종산(宗山)인 백두산이 우뚝 솟아올라 우람하게 묘사되고 흰색 안료로 강조되었다. 아래의 금강산 또한 흰색으로 강조하였다. 회청색 바다의 수파묘(水波描)가 인상적인데 마치 두 손을 깍지 낀 것처럼 마주하고 있는 특이한 모습을 반복적으로 나타내고 있다. 수파의 표면은 여러 개의 가는 곡선을 일정하게 긋고 있는 등 공들여 표현하였다. 이러한 수파묘는 화면에 율동감을 더해주어 이 지도의 회화적 효과를 더욱 높여준다.
이 지도의 제작시기는 1652년(효종 3)에 황해도 강음(江陰)과 우봉(牛峰)이 합쳐져서 이루어진 김천(金川)이 있고 1712년(숙종 38)에 건립된 백두산 정계비(定界碑)가 없는 것으로 보아 17세기 후반 무렵으로 추정된다.
세로 2m에 달하는 지도의 규모에 봉수로의 상세한 표현과 뛰어난 회화성이 돋보이는 지도로 고지도 분야뿐만 아니라 회화사적으로도 가치가 높다 하겠다.

## 참고 자료
- 해동팔도봉화산악지도 - 국가유산청 국가유산포털